# Lafond (Alberta)
Pour les articles homonymes, voir Lafond.
Lafond, est un hameau franco-albertain situé dans le Comté de Saint-Paul No 19 au Canada.
La paroisse se dénomme Saint-Bernard-de-Lafond.
Les premiers colons francophones venus du Québec arrivent en 1908. Le village est officiellement fondé en 1916.
Le village de Lafond est situé entre les lacs Thérien situés au nord-est et le lac Santé situé au sud-ouest.